# Galatasaray Istanbul/Saison 2023/24

Supercup-Pokal 2023

Die Saison 2023/24 von Galatasaray Istanbul war die 116. Saison in der Vereinsgeschichte und die 66. Saison in der türkischen Liga, der Süper Lig. Der Klub beendete die Saison auf dem 1. Platz und wurde zum 24 Mal türkischer Meister. Die Türkiye Kupası endete für Galatasaray Istanbul im Viertelfinale. In der UEFA Champions League schieden die Gelb-Roten in der Gruppenphase als Dritte aus und nahmen am Achtelfinale der UEFA Europa League teil.

## Personalien

### Kader
| Nr.                                          | Nat.                                    | Name                 | Geburtsdatum  | im Verein seit | vorheriger Verein      |
| Torhüter                                     | Torhüter                                | Torhüter             | Torhüter      | Torhüter       | Torhüter               |
| -------------------------------------------- | --------------------------------------- | -------------------- | ------------- | -------------- | ---------------------- |
| 01                                           | Uruguay Italien                         | Fernando Muslera     | 16. Juni 1986 | 2011           | Lazio Rom              |
| 19                                           | Turkei Deutschland                      | Günay Güvenç         | 25. Juni 1991 | 2023           | Gaziantep FK           |
| 50                                           | Turkei                                  | Jankat Yılmaz U19    | 16. Aug. 2004 | 2019           | eigene Jugend          |
| Abwehr                                       |                                         |                      |               |                |                        |
| 06                                           | Kolumbien                               | Davinson Sánchez     | 12. Juni 1996 | 2023           | Tottenham Hotspur      |
| 17                                           | Deutschland                             | Derrick Köhn         | 4. Feb. 1999  | 2024           | Hannover 96            |
| 23                                           | Turkei Deutschland                      | Kaan Ayhan           | 10. Nov. 1994 | 2023           | US Sassuolo            |
| 25                                           | Danemark                                | Victor Nelsson       | 14. Okt. 1998 | 2021           | FC Kopenhagen          |
| 42                                           | Turkei                                  | Abdülkerim Bardakcı  | 7. Sep. 1994  | 2022           | Konyaspor              |
| 58                                           | Turkei                                  | Ali Yeşilyurt U19    | 30. Juli 2005 | 2016           | eigene Jugend          |
| 72                                           | Turkei                                  | Ali Turap Bülbül U19 | 25. Jan. 2005 | 2016           | eigene Jugend          |
| 92                                           | Elfenbeinküste                          | Serge Aurier         | 24. Dez. 1992 | 2024           | Nottingham Forest      |
| Mittelfeld                                   |                                         |                      |               |                |                        |
| 05                                           | Deutschland Turkei                      | Eyüp Aydın           | 2. Aug. 2004  | 2023           | FC Bayern München (II) |
| 08                                           | Deutschland Turkei                      | Kerem Demirbay       | 3. Juli 1993  | 2023           | Bayer 04 Leverkusen    |
| 18                                           | Turkei Schweiz                          | Berkan Kutlu         | 25. Jan. 1998 | 2021           | Alanyaspor             |
| 20                                           | Brasilien                               | Tetê                 | 15. Feb. 2000 | 2023           | Schachtar Donezk       |
| 22                                           | Marokko Niederlande                     | Hakim Ziyech a.      | 19. März 1993 | 2023           | FC Chelsea             |
| 27                                           | Portugal                                | Sérgio Oliveira      | 2. Juni 1992  | 2022           | FC Porto               |
| 33                                           | Turkei Deutschland                      | Gökdeniz Gürpüz U19  | 25. Feb. 2006 | 2023           | Borussia Dortmund U19  |
| 34                                           | Uruguay Spanien                         | Lucas Torreira       | 11. Feb. 1996 | 2022           | FC Arsenal             |
| 81                                           | Turkei                                  | Hamza Akman U19      | 27. Sep. 2004 | 2020           | eigene Jugend          |
| 83                                           | Turkei                                  | Efe Akman U19        | 20. März 2006 | 2016           | eigene Jugend          |
| 91                                           | Frankreich Kongo Demokratische Republik | Tanguy Ndombele a.   | 28. Dez. 1996 | 2023           | Tottenham Hotspur      |
| Angriff                                      |                                         |                      |               |                |                        |
| 07                                           | Turkei                                  | Kerem Aktürkoğlu     | 21. Okt. 1998 | 2020           | 24 Erzincanspor        |
| 09                                           | Argentinien Italien                     | Mauro Icardi         | 19. Feb. 1993 | 2022           | Paris Saint-Germain    |
| 10                                           | Belgien                                 | Dries Mertens        | 6. Mai 1987   | 2022           | SSC Neapel             |
| 14                                           | Elfenbeinküste England                  | Wilfried Zaha        | 10. Nov. 1992 | 2023           | Crystal Palace         |
| 53                                           | Turkei                                  | Barış Alper Yılmaz   | 23. Mai 2000  | 2021           | Keçiörengücü           |
| 56                                           | Turkei                                  | Baran Demiroğlu U19  | 20. März 2006 | 2016           | eigene Jugend          |
| 95                                           | Brasilien                               | Carlos Vinícius a.   | 25. März 1995 | 2024           | FC Fulham              |
| Letzte Kaderaktualisierung: 10. Februar 2024 |                                         |                      |               |                |                        |

#### Zu- und Abgänge
| Zugänge | Abgänge |
| Sommer 2023 | Sommer 2023 |
| --- | --- |
| - Angeliño (RB Leipzig) a. - Cédric Bakambu (al-Nasr SC) - Kerem Demirbay (Bayer 04 Leverkusen) - Halil Dervişoğlu (FC Brentford) - Günay Güvenç (Gaziantep FK) - Tetê (Schachtar Donezk) - Wilfried Zaha (Crystal Palace) | - Sam Adekugbe (Hatayspor) w.a. - Taylan Antalyalı (Samsunspor) a. - Atalay Babacan (Boluspor) - Alexandru Cicâldău (Konyaspor) a. - Bafétimbi Gomis (Vertragsende) - Emre Kılınç (Samsunspor) - Okan Kocuk (Samsunspor) - Juan Mata (Vertragsende) - Mostafa Mohamed (FC Nantes) - Milot Rashica (Norwich City) w.a. - Mathias Ross (NEC Nijmegen) a. - Batuhan Şen (Gaziantep FK) a. - Emre Taşdemir (Pendikspor) |
| nach Saisonbeginn | |
| - Eyüp Aydın (FC Bayern München (II)) - Siraçhan Nas (Ankaraspor) - Tanguy Ndombele (Tottenham Hotspur) - Davinson Sánchez (Tottenham Hotspur)                                                                             | - Yunus Akgün (Leicester City) a. - Baran Aksaka (Şanlıurfaspor) a. - Berk Balaban (Isparta 32 Spor) a. - Emin Bayram (KVC Westerlo) a. - Oğulcan Çağlayan (Vertragsauflösung) - Caner Doğan (Sarıyer SK) a. - Léo Dubois (Istanbul Başakşehir FK) a. - Emirhan Kayar (Beyoğlu Yeni Çarşı FK) a. - Yusuf Demir (FC Basel) a. - Berkan Kutlu (CFC Genua) a. - Fredrik Midtsjø (Pendikspor) - Olimpiu Moruțan (MKE Ankaragücü) - Siraçhan Nas (Ümraniyespor) a. - Alpaslan Öztürk (Pendikspor) - Nicolò Zaniolo (Aston Villa) a. |
| Winter 2023/24 | |
| - Serge Aurier (Nottingham Forest) - Derrick Köhn (Hannover 96) - Berkan Kutlu (CFC Genua) w.a. - Carlos Vinícius (FC Fulham) a.                                                                                           | - Baran Aksaka (Gençlerbirliği Ankara) a. - Angeliño (RB Leipzig) w.a. - Cédric Bakambu (Betis Sevilla) - Sacha Boey (FC Bayern München) - Halil Dervişoğlu (Hatayspor) a. - Kazımcan Karataş (MKE Ankaragücü) a. - Atakan Nuri Ordu (Kırıkkalegücü) a. |

### Sportliche Leitung und Vereinsführung
| Name                                | Funktion                      |
| Trainer- und Betreuerstab           |                               |
| Okan Buruk                          | Cheftrainer                   |
| Ismael García Gómez                 | Co-Trainer                    |
| İrfan Saraloğlu                     | Co-Trainer                    |
| Fadıl Koşutan                       | Torwarttrainer                |
| Can Okuyucu                         | Torwarttrainer                |
| Kaan Arısoy                         | Leistungsdiagnostiker         |
| Gürkan Fuat Demir                   | Leistungsdiagnostiker         |
| Dursun Genç                         | Leistungsdiagnostiker         |
| Yusuf Köklü                         | Leistungsdiagnostiker         |
| Serhat Doğan                        | Videoanalyst                  |
| Can Mutlu                           | Videoanalyst                  |
| Yılmaz Yüksel                       | Videoanalyst                  |
| Yener İnce                          | Mannschaftsarzt               |
| Hasan Çelik                         | Zeugwarte                     |
| İlyas Gökçe                         | Zeugwarte                     |
| Veli Muğlı                          | Zeugwarte                     |
| Sportliche Leitung und Organisation |                               |
| Cenk Ergün                          | Geschäftsführer Sport         |
| Präsidium/Vorstand                  |                               |
| Dursun Özbek                        | Vorstandsvorsitzender         |
| Erden Timur                         | stellv. Vorstandsvorsitzender |
| Ural Aküzüm                         | Mitglied des Präsidiums       |
| Nihat Kırmızı                       | Mitglied des Präsidiums       |
| Özen Kuzu                           | Mitglied des Präsidiums       |
| Murat Tacir                         | Mitglied des Präsidiums       |

## Saison
Alle Ergebnisse aus Sicht von Galatasaray Istanbul. Die Tabelle listet alle Süper-Lig-Spiele des Vereins der Saison 2023/24 auf. Siege sind grün, Unentschieden gelb und Niederlagen rot markiert.

### Süper Lig
| ST | Datum              | Gegner                 | Ort                                    | Ergebnis  | Tor(e) für Galatasaray Istanbul                                                                                              | Karte(n) für Galatasaray Istanbul                              | Zuschauer |
| -- | ------------------ | ---------------------- | -------------------------------------- | --------- | --- | -------------------------------------------------------------- | --------- |
| 01 | 12. August 2023    | Kayserispor            | Kayseri Kadir Has Stadı                | 0:0       | keine | Yılmaz (12.), Boey (30.)                                       | 15.993    |
| 02 | 19. August 2023    | Trabzonspor            | Rams Park, Istanbul                    | 2:0 (1:0) | 1:0 Icardi (23.), 2:0 Icardi (90.+3')                                                                                        | Icardi (62.), Oliveira (76.), Muslera (86.), Angeliño (86.)    | 45.891    |
| 03 | 26. September 2023 | İstanbulspor           | Necmi Kadıoğlu Stadyumu, Istanbul      | 1:0 (1:0) | 1:0 Icardi (42.) | Ayhan (86.), Bardakçı (90.+4')                                 | 4.365     |
| 04 | 2. September 2023  | Gaziantep FK           | Kalyon Stadyumu, Gaziantep             | 3:0 (1:0) | 1:0 Aktürkoğlu (5.) 2:0 Icardi (64.), 3:0 Icardi (73. Foulelfmeter)                                                          | keine                                                          | 23.150    |
| 05 | 16. September 2023 | Samsunspor             | Rams Park, Istanbul                    | 4:2 (3:0) | 1:0 Aktürkoğlu (7.), 2:0 Aktürkoğlu (29.), 3:0 Bardakcı (42.), 4:2 Icardi (67.)                                              | Nelsson (45.+2')                                               | 43.103    |
| 06 | 23. September 2023 | Istanbul Başakşehir FK | Başakşehir Fatih Terim Stadı, Istanbul | 2:1 (1:0) | 1:0 Ziyech (43.), 2:0 Icardi (50. Foulelfmeter)                                                                              | Oliveira (33.), Demirbay (82.)                                 | 06.183    |
| 07 | 30. September 2023 | MKE Ankaragücü         | Rams Park, Istanbul                    | 2:1 (0:0) | 1:1 Zaha (56.), 2:1 Bilazer (69. Eigentor)                                                                                   | keine                                                          | 41.222    |
| 08 | 7. Oktober 2023    | Antalyaspor            | Antalya Stadyumu                       | 2:0 (0:0) | 1:0 Sánchez (58.), 2:0 Icardi (86.)                                                                                          | Torreira (18.), Muslera (26.), Aktürkoğlu (75.)                | 22.308    |
| 09 | 21. Oktober 2023   | Beşiktaş Istanbul      | Rams Park, Istanbul                    | 2:1 (1:0) | 1:0 Icardi (26.), 2:1 Icardi (82. Handelfmeter)                                                                              | Sánchez (17.), Bakambu (84.), Muslera (90.+1')                 | 50.429    |
| 10 | 28. Oktober 2023   | Çaykur Rizespor        | Çaykur Didi Stadı, Rize                | 1:0 (0:0) | 1:0 Oliveira (68.) | Güvenç (25.), Sánchez (89.), Ziyech (90.+5')                   | 11.092    |
| 11 | 3. November 2023   | Kasımpaşa Istanbul     | Rams Park, Istanbul                    | 2:1 (1:0) | 1:0 Zaha (33.), 2:0 Zaha (51.)                                                                                               | Boey (45.+2'), Bardakcı (65.)                                  | 44.158    |
| 12 | 11. November 2023  | Hatayspor              | Mersin Stadyumu                        | 1:2 (1:1) | 1:1 Zaha (28.) | Sánchez (35.)                                                  | 20.573    |
| 13 | 25. November 2023  | Alanyaspor             | Rams Park, Istanbul                    | 4:0 (2:0) | 1:0 Icardi (37.), 2:0 Mertens (45.), 3:0 Mertens (59.), 4:0 Zaha (70.)                                                       | Yılmaz (38.)                                                   | 43.470    |
| 14 | 2. Dezember 2023   | Pendikspor             | Pendik Stadyumu, Istanbul              | 2:0 (0:0) | 1:0 Bakambu (69.), 2:0 Ziyech (82.)                                                                                          | Torreira (24.), Oliveira (45.+1'), Boey (90.+5')               | 01.405    |
| 15 | 8. Dezember 2023   | Adana Demirspor        | Rams Park, Istanbul                    | 3:1 (2:1) | 1:0 Boey (22.), 2:0 Aktürkoğlu (29.), 3:1 Icardi (90.+5' Foulelfmeter)                                                       | Tetê (37.), Muslera (45.+2')                                   | 45.183    |
| 16 | 11. Januar 2024    | Sivasspor              | Yeni 4 Eylül Stadyumu, Sivas           | 1:1 (1:0) | 1:0 Demirbay (45.+1') | Demirbay (27.), Aktürkoğlu (86.), Aktürkoğlu (90.+7')          | 05.012    |
| 17 | 20. Dezember 2023  | Fatih Karagümrük SK    | Rams Park, Istanbul                    | 1:0 (1:0) | 1:0 Aktürkoğlu (40.) | Ziyech (26.), Torreira (69.), Yılmaz (73.)                     | 38.587    |
| 18 | 24. Dezember 2023  | Fenerbahçe Istanbul    | Ülker Stadyumu, Istanbul               | 0:0       | keine | Torreira (64.), Boey (73.), Ziyech (85.), Aktürkoğlu (90.+1')  | 45.401    |
| 19 | 7. Januar 2024     | Konyaspor              | Rams Park, Istanbul                    | 3:0 (0:0) | 1:0 Bardakcı (63.), 2:0 Zaha (90.), 3:0 Bardakcı (90.+3')                                                                    | Bardakcı (37.), Yılmaz (79.), Ayhan (81.)                      | 36.340    |
| 20 | 15. Januar 2024    | Kayserispor            | Rams Park, Istanbul                    | 2:1 (1:0) | 1:0 Nelsson (26.), 2:1 Mertens (86. Foulelfmeter)                                                                            | Mertens (52.)                                                  | 33.859    |
| 21 | 21. Januar 2024    | Trabzonspor            | Medical Park Stadyumu, Trabzon         | 5:1 (1:0) | 1:0 Zaha (13.), 2:0 Zaha (61.), 3:0 Ayhan (64.), 4:1 Aktürkoğlu (80.), 5:1 Aktürkoğlu (90.+6')                               | Torreira (51.), Bardakcı (66.), Nelsson (72.), Yılmaz (90.+3') | 36.352    |
| 22 | 25. Januar 2024    | İstanbulspor           | Rams Park, Istanbul                    | 3:1 (1:1) | 1:1 Aktürkoğlu (36. Handelfmeter), 2:1 Aktürkoğlu (79.), 3:1 Icardi (90.+2' Foulelfmeter)                                    | Aktürkoğlu (39.), Zaha (45.+3')                                | 38.809    |
| 23 | 29. Januar 2024    | Gaziantep FK           | Rams Park, Istanbul                    | 2:1 (0:1) | 1:1 Zaha (72.), 2:1 Yılmaz (89.)                                                                                             | Kutlu (45.+2)                                                  | 36.058    |
| 24 | 2. Februar 2024    | Samsunspor             | Samsun 19 Mayıs Stadı                  | 2:0 (2:0) | 1:0 Nelsson (5.), 2:0 Yılmaz (11.)                                                                                           | Zaha (90.+3')                                                  | 33.919    |
| 25 | 10. Februar 2024   | Istanbul Başakşehir FK | Rams Park, Istanbul                    | 2:0 (2:0) | 1:0 Yılmaz (25.), 2:0 Mertens (31.)                                                                                          | Mertens (1.), Yılmaz (83.)                                     | 45.504    |
| 26 | 18. Februar 2024   | MKE Ankaragücü         | Eryaman Stadyumu, Ankara               | 3:0 (3:0) | 1:0 Demirbay (13.), 2:0 Sánchez (14.), 3:0 Icardi (39. Foulelfmeter)                                                         | Köhn (59.)                                                     | 16.825    |
| 27 | 26. Februar 2024   | Antalyaspor            | Rams Park, Istanbul                    | 2:1 (2:1) | 1:0 Aktürkoğlu (12. Foulelfmeter), 2:0 Aktürkoğlu (45.+1')                                                                   | Torreira (45.+7'), Ayhan (90.+1')                              | 41.737    |
| 28 | 3. März 2024       | Beşiktaş Istanbul      | Beşiktaş Stadyumu, Istanbul            | 1:0 (1:0) | 1:0 Al-Musrati (2. Eigentor)                                                                                                 | keine                                                          | 39.558    |
| 29 | 8. März 2024       | Çaykur Rizespor        | Rams Park, Istanbul                    | 6:2 (4:1) | 1:0 Köhn (9.), 2:0 Torreira (31.), 3:1 Demirbay (40.), 4:1 Demirbay (45.), 5:2 Demirbay (64. Foulelfmeter), 6:2 Icardi (85.) | Icardi (23.)                                                   | 42.718    |
| 30 | 17. März 2024      | Kasımpaşa Istanbul     | Recep Tayyip Erdoğan Stadı, Istanbul   | 4:3 (1:1) | 1:0 Mertens (27.), 2:1 Icardi (48.), 3:3 Icardi (83.), 4:3 Vinícius (90.)                                                    | Vinícius (90.+5')                                              | 07.454    |
| 31 | 2. April 2024      | Hatayspor              | Rams Park, Istanbul                    | 1:0 (1:0) | 1:0 Icardi (12.) | Nelsson (82.), Vinícius (90.+1')                               | 41.220    |
| 32 | 15. April 2024     | Alanyaspor             | Bahçeşehir Okulları Stadyumu, Alanya   | 4:0 (0:0) | 1:0 Yılmaz (56.), 2:0 Ziyech (61.), 3:0 Yılmaz (72.), 4:0 Icardi (83.)                                                       | keine                                                          | 06.762    |
| 33 | 21. April 2024     | Pendikspor             | Rams Park, Istanbul                    | 4:1 (2:0) | 1:0 Icardi (35.), 2:0 Bardakcı (40.), 3:0 Mertens (76.), 4:1 Aktürkoğlu (90.+6')                                             | Torreira (45.+2')                                              | 48.689    |
| 34 | 26. April 2024     | Adana Demirspor        | Yeni Adana Stadyumu                    | 3:0 (0:0) | 1:0 Ziyech (53.), 2:0 Demirbay (64.), 3:0 Icardi (90.+1')                                                                    | keine                                                          | 24.620    |
| 35 | 5. Mai 2024        | Sivasspor              | Rams Park, Istanbul                    | 4:1 (2:0) | 1:0 Icardi (35.), 2:0 Bardakcı (40.), 3:0 Mertens (76.), 4:1 Aktürkoğlu (90.+6' Foulelfmeter)                                | Torreira (45.+2')                                              | 48.892    |
| 36 | 12. Mai 2024       | Fatih Karagümrük SK    | Atatürk-Olympiastadion, Istanbul       | 3:2 (1:1) | 1:1 Yılmaz (45.+4'), 2:1 Mertens (70.), 3:2 Kutlu (90.)                                                                      | keine                                                          | 25.731    |
| 37 | 19. Mai 2024       | Fenerbahçe Istanbul    | Rams Park, Istanbul                    | 0:1 (0:0) | keine | Mertens (5.), Yılmaz (13.), Ziyech (59.), Kutlu (88.)          | 53.775    |
| 38 | 26. Mai 2024       | Konyaspor              | Konya Büyükşehir Stadı                 | 3:1 (1:0) | 1:0 Icardi (29.), 2:0 Icardi (51.), 3:0 Kutlu (53.)                                                                          | Sánchez (33.), Yılmaz (56.)                                    | 35.711    |

### Türkiye Kupası
Die Tabelle listet alle Spiele des Vereins in der Türkiye Kupası der Saison 2023/24 auf. Siege sind grün und Niederlagen rot markiert.

| R             | Datum            | Gegner              | Ort                 | Ergebnis  | Tor(e) für Galatasaray Istanbul                                                                          | Karte(n) für Galatasaray Istanbul | Zuschauer |
| ------------- | ---------------- | ------------------- | ------------------- | --------- | --- | --------------------------------- | --------- |
| 5. Hauptrunde | 18. Januar 2024  | Ümraniyespor        | Rams Park, Istanbul | 4:1 (2:1) | 1:1 Yılmaz (33.), 2:1 Tetê (43.), 3:1 Bardakcı (57.), 4:1 Dervişoğlu (87. Foulelfmeter)                  | Yılmaz (10.)                      | 25.805    |
| Achtelfinale  | 6. Februar 2024  | Bandırmaspor        | Rams Park, Istanbul | 4:2 (3:1) | 1:0 Sánchez (26.), 2:0 Dervişoğlu (36. Foulelfmeter), 3:0 Tetê (40. Foulelfmeter), 4:2 Vinícius (90.+5') | Aydın (58.)                       |           |
| Viertelfinale | 29. Februar 2024 | Fatih Karagümrük SK | Rams Park, Istanbul | 0:2 (0:1) | keine | Nelsson (56.)                     |           |

### UEFA Champions League
Die Tabelle listet alle Spiele des Vereins in der UEFA Champions League der Saison 2023/24 auf. Siege sind grün, Unentschieden gelb und Niederlagen rot markiert.

| Runde | Datum              | Gegner                | Ort                                   | Ergebnis  | Tor(e) für Galatasaray Istanbul                                 | Karte(n) für Galatasaray Istanbul                     | Zuschauer |
| ----- | ------------------ | --------------------- | ------------------------------------- | --------- | --------------------------------------------------------------- | ----------------------------------------------------- | --------- |
| 2Q    | 25. Juli 2023      | FK Žalgiris Vilnius   | LFF-Stadion, Vilnius                  | 2:2 (0:0) | 1:1 Bardakcı (75.), 2:1 Dervişoğlu (78.)                        | Kutlu (12.)                                           | 04.864    |
| 2Q    | 2. August 2023     | FK Žalgiris Vilnius   | Ali Sami Yen Spor Kompleksi, Istanbul | 1:0 (1:0) | 1:0 Mertens (31.)                                               | Mertens (62.), Ayhan (90.+1')                         | 41.505    |
| 3Q    | 8. August 2023     | NK Olimpija Ljubljana | Stadion Stožice, Ljubljana            | 3:0 (1:0) | 1:0 Aktürkoğlu (9.), 2:0 Mertens (48.), 3:0 Dervişoğlu (90.+1') | Oliveira (42.), Dervişoğlu (90.+3')                   | 13.712    |
| 3Q    | 15. August 2023    | NK Olimpija Ljubljana | Ali Sami Yen Spor Kompleksi, Istanbul | 1:0 (1:0) | 1:0 Icardi (24.)                                                | Boey (29.), Torreira (64.)                            | 38.383    |
| PL    | 23. August 2023    | Molde FK              | Aker-Stadion, Molde                   | 3:2 (2:1) | 1:1 Oliveira (25.), 2:1 Icardi (29.), 3:2 Midtsjø (90.+3')      | Angeliño (85.)                                        | 09.553    |
| PL    | 29. August 2023    | Molde FK              | Ali Sami Yen Spor Kompleksi, Istanbul | 2:1 (1:0) | 1:0 Icardi (7. Foulelfmeter), 2:1 Angeliño⁠ (90.+3')             | Bardakcı (45.+5'), Yılmaz (74.)                       | 47.845    |
| GR    | 20. September 2023 | FC Kopenhagen         | Ali Sami Yen Spor Kompleksi, Istanbul | 2:2 (0:1) | 1:2 Boey (86.), 2:2 Tetê (88.)                                  | Ziyech (39.), Oliveira (77.)                          | 46.911    |
| GR    | 3. Oktober 2023    | Manchester United     | Old Trafford, Manchester              | 3:2 (1:1) | 1:1 Zaha (23.), 2:2 Aktürkoğlu (71.), 3:2 Icardi (81.)          | Torreira (31.), Boey (61.), Oliveira (85.)            | 73.204    |
| GR    | 24. Oktober 2023   | FC Bayern München     | Ali Sami Yen Spor Kompleksi, Istanbul | 1:3 (1:1) | 1:1 Icardi (30. Foulelfmeter)                                   | Tetê (53.), Ayhan (62.)                               | 51.792    |
| GR    | 8. November 2023   | FC Bayern München     | Allianz Arena, München                | 1:2 (0:0) | 1:2 Bakambu (90.+3')                                            | Bardakcı (34.), Bakambu (90.+6'), Aktürkoğlu (90.+8') | 75.000    |
| GR    | 29. November 2023  | Manchester United     | Rams Park, Istanbul                   | 3:3 (1:2) | 1:2 Ziyech (29.), 2:3 Ziyech (62.), 3:3 Aktürkoğlu (71.)        | Boey (42.), Ayhan (53.)                               | 51.733    |
| GR    | 12. Dezember 2023  | FC Kopenhagen         | Parken, Kopenhagen                    | 0:1 (0:0) | keine                                                           | Zaha (56.)                                            | 34.726    |

### UEFA Europa League
Die Tabelle listet alle Spiele des Vereins in der UEFA Europa League der Saison 2023/24 auf. Siege sind grün, Unentschieden gelb und Niederlagen rot markiert.

| Runde              | Datum            | Gegner      | Ort                                   | Ergebnis  | Tor(e) für Galatasaray Istanbul                            | Karte(n) für Galatasaray Istanbul                           | Zuschauer |
| ------------------ | ---------------- | ----------- | ------------------------------------- | --------- | ---------------------------------------------------------- | ----------------------------------------------------------- | --------- |
| Play-off-Hinrunde  | 15. Februar 2024 | Sparta Prag | Ali Sami Yen Spor Kompleksi, Istanbul | 3:2 (1:0) | 1:0 Demirbay (19.), 2:1 Mertens (61.), 3:2 Icardi (90.+1') | Yılmaz (47.), Aktürkoğlu (82.), Nelsson (62.)               | 46.583    |
| Play-off-Rückrunde | 22. Februar 2024 | Sparta Prag | epet Arena                            | 1:4 (1:1) | 1:1 Bardakcı (16.)                                         | Demirbay (22.), Kutlu (24.), Vinícius (90.+7'), Ayhan (68.) | 18.250    |

### Turkcell Süper Kupa 2023
| Galatasaray Istanbul                           | Galatasaray Istanbul | Fenerbahçe Istanbul | Fenerbahçe Istanbul |
| ---------------------------------------------- | --- | --- | ------------------- |
| Galatasaray Istanbul                           | \| 7. April 2024[6] in Şanlıurfa (11 Nisan Stadyumu) \| \| Ergebnis: 1:0 (abgebrochen) \| \| Schiedsrichter: Volkan Bayarslan \| \| Spielbericht \|                                                         | \| 7. April 2024[6] in Şanlıurfa (11 Nisan Stadyumu) \| \| Ergebnis: 1:0 (abgebrochen) \| \| Schiedsrichter: Volkan Bayarslan \| \| Spielbericht \|                                                          | Fenerbahçe Istanbul |
| Galatasaray Istanbul                           | Fernando Muslera – Derrick Köhn, Abdülkerim Bardakcı, Victor Nelsson, Kaan Ayhan – Kerem Aktürkoğlu, Lucas Torreira, Berkan Kutlu, Barış Alper Yılmaz, Dries Mertens – Mauro Icardi Cheftrainer: Okan Buruk | Furkan Onur Akyüz – Ümitcan Okan, Yusuf Akçiçek, Efekan Karayazı, Mustafa Akyıldız – Görkem Demirel, Muhammet İmre, Zeki Dursun, Emirhan Arkutcu, Kerem Kayaarası – Çağrı Fedai Cheftrainer: Zeki Murat Göle | Fenerbahçe Istanbul |
| Galatasaray Istanbul                           | 1:0 Mauro Icardi (1.) | | Fenerbahçe Istanbul |
| 7. April 2024 in Şanlıurfa (11 Nisan Stadyumu) | | |                     |
| Ergebnis: 1:0 (abgebrochen)                    | | |                     |
| Schiedsrichter: Volkan Bayarslan               | | |                     |
| Spielbericht                                   | | |                     |

### Freundschaftsspiele
Diese Tabelle führt die ausgetragenen Freundschaftsspiele auf.

| Datum         | Gegner             | Ort                            | Ergebnis  | Tor(e) für Galatasaray Istanbul                                         |
| ------------- | ------------------ | ------------------------------ | --------- | ----------------------------------------------------------------------- |
| 5. Juli 2023  | Hull City          | Kocaeli Stadyumu, Izmit        | 3:4 (3:1) | 1:0 Bayram (7.), 2:0 Kutlu (30.), 3:0 Ayhan (7.)                        |
| 10. Juli 2023 | Kisvárda FC        | Merkur Arena, Graz             | 2:0 (1:0) | 1:0 Yılmaz (7.), 2:0 Boey (67.)                                         |
| 14. Juli 2023 | FK Austria Wien    | Generali Arena, Wien           | 1:1 (0:0) | 1:0 Yılmaz (59.)                                                        |
| 15. Juli 2023 | Aqvital FC Csákvár | Thermenstadion Bad Waltersdorf | 4:2 (1:0) | 1:0 Moruțan (3.), 2:1 Ayhan (54.), 3:1 Zaniolo (56.), 4:1 Zaniolo (59.) |
| 18. Juli 2023 | SK Sturm Graz      | Merkur Arena, Graz             | 0:2 (0:0) |                                                                         |

## Statistiken

### Teamstatistik
| Wettbewerb            | Punkte | daheim | daheim | daheim | daheim | daheim | auswärts | auswärts | auswärts | auswärts | auswärts | Gesamt | Gesamt | Gesamt | Gesamt | Gesamt | Tordifferenz |
| Wettbewerb            | Punkte | Sp     | S      | U      | N      | TV     | Sp       | S        | U        | N        | TV       | Sp     | S      | U      | N      | TV     | Tordifferenz |
| --------------------- | ------ | ------ | ------ | ------ | ------ | ------ | -------- | -------- | -------- | -------- | -------- | ------ | ------ | ------ | ------ | ------ | ------------ |
| Süper Lig             | 102    | 19     | 18     | 0      | 1      | 51:15  | 19       | 15       | 3        | 1        | 41:11    | 38     | 33     | 3      | 2      | 92:26  | +66          |
| Türkiye Kupası        | –      | 3      | 2      | 0      | 1      | 8:5    | 0        | 0        | 0        | 0        | 0:0      | 3      | 2      | 0      | 1      | 8:5    | +3           |
| UEFA Champions League | –      | 6      | 3      | 2      | 1      | 10:9   | 6        | 3        | 1        | 2        | 12:9     | 12     | 6      | 3      | 3      | 22:18  | +4           |
| UEFA Europa League    | –      | 1      | 1      | 0      | 0      | 3:2    | 1        | 0        | 0        | 1        | 1:4      | 2      | 1      | 0      | 1      | 4:6    | −2           |
| Gesamt                | 102    | 29     | 24     | 2      | 3      | 72:31  | 26       | 18       | 4        | 4        | 54:24    | 55     | 42     | 6      | 7      | 126:55 | +71          |

### Saisonverlauf
| Spieltag | 1  | 2 | 3 | 4 | 5 | 6 | 7 | 8 | 9 | 10 | 11 | 12 | 13 | 14 | 15 | 16 | 17 | 18 | 19 | 20 | 21 | 22 | 23 | 24 | 25 | 26 | 27 | 28 | 29 | 30 | 31 | 32 | 33 | 34 | 35 | 36 | 37 | 38 |
| -------- | -- | - | - | - | - | - | - | - | - | -- | -- | -- | -- | -- | -- | -- | -- | -- | -- | -- | -- | -- | -- | -- | -- | -- | -- | -- | -- | -- | -- | -- | -- | -- | -- | -- | -- | -- |
| Spielort | A  | H | A | A | H | A | H | A | H | A  | H  | A  | H  | A  | H  | A  | H  | A  | H  | H  | A  | H  | H  | A  | H  | A  | H  | A  | H  | H  | A  | H  | A  | A  | H  | A  | H  | A  |
| Resultat | U  | S | S | S | S | S | S | S | S | S  | S  | N  | S  | S  | S  | U  | S  | U  | S  | S  | S  | S  | S  | S  | S  | S  | S  | S  | S  | S  | S  | S  | S  | S  | S  | S  | N  | S  |
| Platz    | 12 | 5 | 3 | 2 | 2 | 2 | 2 | 2 | 2 | 2  | 2  | 1  | 2  | 2  | 2  | 2  | 2  | 2  | 2  | 2  | 2  | 2  | 2  | 2  | 1  | 1  | 1  | 1  | 1  | 1  | 1  | 1  | 1  | 1  | 1  | 1  | 1  | 1  |

Quelle: https://www.transfermarkt.de/galatasaray-istanbul/spielplan/verein/141/saison_id/2023
Legende: Spielort: H = Heim; A = Auswärts. Resultat: S = Sieg; U = Unentschieden; N = Niederlage

### Spielerstatistiken
| Spieler             | Süper Lig | Süper Lig | Süper Lig   | Süper Lig  | Türkiye Kupası | Türkiye Kupası | Türkiye Kupası | Türkiye Kupası | Champions League | Champions League | Champions League | Champions League | Europa League | Europa League | Europa League | Europa League | Total    | Total | Total       | Total      |
| Spieler             | Einsätze  | Tore      | Gelbe Karte | Rote Karte | Einsätze       | Tore           | Gelbe Karte    | Rote Karte     | Einsätze         | Tore             | Gelbe Karte      | Rote Karte       | Einsätze      | Tore          | Gelbe Karte   | Rote Karte    | Einsätze | Tore  | Gelbe Karte | Rote Karte |
| ------------------- | --------- | --------- | ----------- | ---------- | -------------- | -------------- | -------------- | -------------- | ---------------- | ---------------- | ---------------- | ---------------- | ------------- | ------------- | ------------- | ------------- | -------- | ----- | ----------- | ---------- |
| Yunus Akgün         | 1         | 0         | 0           | 0          | 0              | 0              | 0              | 0              | 4                | 0                | 0                | 0                | 0             | 0             | 0             | 0             | 5        | 0     | 0           | 0          |
| Efe Akman           | 1         | 0         | 0           | 0          | 1              | 0              | 0              | 0              | 0                | 0                | 0                | 0                | 0             | 0             | 0             | 0             | 2        | 0     | 0           | 0          |
| Hamza Akman         | 0         | 0         | 0           | 0          | 1              | 0              | 0              | 0              | 0                | 0                | 0                | 0                | 0             | 0             | 0             | 0             | 1        | 0     | 0           | 0          |
| Kerem Aktürkoğlu    | 37        | 12        | 3           | 1          | 2              | 0              | 0              | 0              | 12               | 3                | 1                | 0                | 2             | 0             | 1             | 0             | 53       | 15    | 5           | 1          |
| Angeliño            | 8         | 0         | 1           | 0          | 0              | 0              | 0              | 0              | 11               | 1                | 1                | 0                | 0             | 0             | 0             | 0             | 19       | 1     | 2           | 0          |
| Serge Aurier        | 4         | 0         | 0           | 0          | 0              | 0              | 0              | 0              | 0                | 0                | 0                | 0                | 0             | 0             | 0             | 0             | 4        | 0     | 0           | 0          |
| Eyüp Aydın          | 10        | 0         | 0           | 0          | 2              | 0              | 1              | 0              | 0                | 0                | 0                | 0                | 0             | 0             | 0             | 0             | 12       | 0     | 1           | 0          |
| Kaan Ayhan          | 35        | 1         | 3           | 0          | 1              | 0              | 0              | 0              | 10               | 0                | 3                | 0                | 2             | 0             | 0             | 1             | 48       | 1     | 6           | 1          |
| Cédric Bakambu      | 10        | 1         | 1           | 0          | 0              | 0              | 0              | 0              | 6                | 1                | 1                | 0                | 0             | 0             | 0             | 0             | 16       | 2     | 2           | 0          |
| Abdülkerim Bardakcı | 27        | 4         | 4           | 0          | 2              | 1              | 0              | 0              | 12               | 1                | 2                | 0                | 2             | 1             | 0             | 0             | 43       | 7     | 6           | 0          |
| Emin Bayram         | 0         | 0         | 0           | 0          | 0              | 0              | 0              | 0              | 1                | 0                | 0                | 0                | 0             | 0             | 0             | 0             | 1        | 0     | 0           | 0          |
| Ali Turap Bülbül    | 3         | 0         | 0           | 0          | 2              | 0              | 0              | 0              | 0                | 0                | 0                | 0                | 0             | 0             | 0             | 0             | 5        | 0     | 0           | 0          |
| Sacha Boey          | 19        | 1         | 4           | 0          | 0              | 0              | 0              | 0              | 12               | 1                | 3                | 0                | 0             | 0             | 0             | 0             | 31       | 2     | 7           | 0          |
| Kerem Demirbay      | 34        | 6         | 2           | 0          | 2              | 0              | 0              | 0              | 4                | 0                | 0                | 0                | 2             | 1             | 1             | 0             | 42       | 7     | 3           | 0          |
| Baran Demiroğlu     | 2         | 0         | 0           | 0          | 0              | 0              | 0              | 0              | 0                | 0                | 0                | 0                | 0             | 0             | 0             | 0             | 2        | 0     | 0           | 0          |
| Halil Dervişoğlu    | 14        | 0         | 0           | 0          | 2              | 2              | 0              | 0              | 4                | 2                | 1                | 0                | 0             | 0             | 0             | 0             | 20       | 4     | 1           | 0          |
| Léo Dubois          | 1         | 0         | 0           | 0          | 0              | 0              | 0              | 0              | 2                | 0                | 0                | 0                | 0             | 0             | 0             | 0             | 3        | 0     | 0           | 0          |
| Gökdeniz Gürpüz     | 0         | 0         | 0           | 0          | 1              | 0              | 0              | 0              | 0                | 0                | 0                | 0                | 0             | 0             | 0             | 0             | 1        | 0     | 0           | 0          |
| Günay Güvenç        | 2         | 0         | 1           | 0          | 3              | 0              | 0              | 0              | 0                | 0                | 0                | 0                | 0             | 0             | 0             | 0             | 5        | 0     | 1           | 0          |
| Mauro Icardi        | 34        | 25        | 2           | 0          | 0              | 0              | 0              | 0              | 10               | 5                | 0                | 0                | 2             | 1             | 0             | 0             | 46       | 31    | 2           | 0          |
| Kazımcan Karataş    | 8         | 0         | 0           | 0          | 2              | 0              | 0              | 0              | 2                | 0                | 0                | 0                | 0             | 0             | 0             | 0             | 12       | 0     | 0           | 0          |
| Derrick Köhn        | 13        | 1         | 1           | 0          | 1              | 0              | 0              | 0              | 0                | 0                | 0                | 0                | 0             | 0             | 0             | 0             | 14       | 1     | 1           | 0          |
| Berkan Kutlu        | 20        | 2         | 2           | 0          | 3              | 0              | 0              | 0              | 6                | 0                | 0                | 0                | 2             | 0             | 1             | 0             | 31       | 2     | 3           | 0          |
| Dries Mertens       | 36        | 9         | 3           | 0          | 1              | 0              | 0              | 0              | 11               | 2                | 1                | 0                | 2             | 1             | 0             | 0             | 50       | 12    | 4           | 0          |
| Fredrik Midtsjø     | 0         | 0         | 0           | 0          | 0              | 0              | 0              | 0              | 3                | 1                | 0                | 0                | 0             | 0             | 0             | 0             | 3        | 1     | 0           | 0          |
| Olimpiu Moruțan     | 0         | 0         | 0           | 0          | 0              | 0              | 0              | 0              | 2                | 0                | 0                | 0                | 0             | 0             | 0             | 0             | 2        | 0     | 0           | 0          |
| Fernando Muslera    | 37        | 0         | 4           | 0          | 0              | 0              | 0              | 0              | 12               | 0                | 0                | 0                | 2             | 0             | 0             | 0             | 51       | 0     | 4           | 0          |
| Tanguy Ndombele     | 19        | 0         | 0           | 0          | 2              | 0              | 0              | 0              | 4                | 0                | 0                | 0                | 1             | 0             | 0             | 0             | 26       | 0     | 0           | 0          |
| Victor Nelsson      | 32        | 2         | 3           | 0          | 3              | 0              | 1              | 0              | 9                | 0                | 0                | 0                | 1             | 0             | 0             | 1             | 45       | 2     | 4           | 1          |
| Sérgio Oliveira     | 12        | 1         | 3           | 0          | 1              | 0              | 0              | 0              | 10               | 1                | 3                | 0                | 1             | 0             | 0             | 0             | 24       | 2     | 6           | 0          |
| Davinson Sánchez    | 23        | 2         | 4           | 0          | 3              | 1              | 0              | 0              | 4                | 0                | 0                | 0                | 2             | 0             | 0             | 0             | 32       | 3     | 4           | 0          |
| Tetê                | 33        | 0         | 1           | 0          | 3              | 2              | 0              | 0              | 7                | 1                | 1                | 0                | 2             | 0             | 0             | 0             | 45       | 3     | 2           | 0          |
| Lucas Torreira      | 35        | 1         | 7           | 0          | 1              | 0              | 0              | 0              | 8                | 0                | 1                | 1                | 2             | 0             | 0             | 0             | 46       | 1     | 8           | 1          |
| Carlos Vinícius     | 10        | 1         | 2           | 0          | 2              | 1              | 0              | 0              | 0                | 0                | 0                | 0                | 2             | 0             | 1             | 0             | 14       | 2     | 3           | 0          |
| Ali Yeşilyurt       | 0         | 0         | 0           | 0          | 1              | 0              | 0              | 0              | 0                | 0                | 0                | 0                | 0             | 0             | 0             | 0             | 1        | 0     | 0           | 0          |
| Barış Alper Yılmaz  | 37        | 6         | 8           | 0          | 3              | 1              | 1              | 0              | 12               | 0                | 0                | 0                | 2             | 0             | 1             | 0             | 54       | 7     | 10          | 0          |
| Jankat Yılmaz       | 0         | 0         | 0           | 0          | 0              | 0              | 0              | 0              | 0                | 0                | 0                | 0                | 0             | 0             | 0             | 0             | 0        | 0     | 0           | 0          |
| Wilfried Zaha       | 30        | 9         | 2           | 0          | 3              | 0              | 0              | 0              | 7                | 1                | 1                | 0                | 2             | 0             | 0             | 0             | 42       | 10    | 3           | 0          |
| Nicolò Zaniolo      | 0         | 0         | 0           | 0          | 0              | 0              | 0              | 0              | 1                | 0                | 0                | 0                | 0             | 0             | 0             | 0             | 1        | 0     | 0           | 0          |
| Hakim Ziyech        | 18        | 6         | 4           | 0          | 0              | 0              | 0              | 0              | 5                | 2                | 1                | 0                | 0             | 0             | 0             | 0             | 23       | 8     | 5           | 0          |

Stand: Saisonende

### Zuschauerzahlen

#### Süper Lig
| Stadion (Sponsorenname) | Kapazität | Zuschauer | pro Spiel | Aus- lastung | absolvierte Heimspiele | Geister- spiele | Trikotsponsor | Ärmelsponsor    | Ausstatter |
| ----------------------- | --------- | --------- | --------- | ------------ | ---------------------- | --------------- | ------------- | --------------- | ---------- |
| Rams Park               | 52.468    | 819.144   | 0043.113  | 082,17 %     | 19                     | 0               | sixt          | GKN Kargo Yünsa | Nike       |
| Stand: Saisonende       |           |           |           |              |                        |                 |               |                 |            |

#### Champions League
| Stadion (Sponsorenname)     | Kapazität | Zuschauer | pro Spiel | Aus- lastung | absolvierte Heimspiele | Geister- spiele | Trikotsponsor | Ärmelsponsor     | Ausstatter |
| --------------------------- | --------- | --------- | --------- | ------------ | ---------------------- | --------------- | ------------- | ---------------- | ---------- |
| Ali Sami Yen Spor Kompleksi | 52.468    | 0278.169  | 0046.362  | 088,36 %     | 6                      | 0               | SOCAR         | Turkish Airlines | Nike       |
| Stand: Saisonende           |           |           |           |              |                        |                 |               |                  |            |

#### Europa League
| Stadion (Sponsorenname)     | Kapazität | Zuschauer | pro Spiel | Aus- lastung | absolvierte Heimspiele | Geister- spiele | Trikotsponsor | Ärmelsponsor     | Ausstatter |
| --------------------------- | --------- | --------- | --------- | ------------ | ---------------------- | --------------- | ------------- | ---------------- | ---------- |
| Ali Sami Yen Spor Kompleksi | 52.468    | 046.583   | 0046.583  | 088,78 %     | 1                      | 0               | SOCAR         | Turkish Airlines | Nike       |
| Stand: Saisonende           |           |           |           |              |                        |                 |               |                  |            |